# Любомир Каримански
Любомир Антонов Каримански е български политик и икономист. Народен представител от гражданската квота на „Има такъв народ“ в XLV, XLVI и XLVII народно събрание. И в трите от тях е излъчван от 11-и МИР – Ловеч. В последните две той е и председател на Комисията по бюджет и финанси, а в последното и член на Комисията по електронно управление и информационни технологии.

## Биография
Роден е на 19 ноември 1971 г. в Койнаре, Народна република България. Завършва Университетът за национално и световно стопанство (УНСС), а след това продължава образованието си в Международната бизнес школа „Хулт“ в Лондон.

### Професионална дейност
Започва работа като преподавател в УНСС и прокурист в тогавашната „ДЗИ Банк“. Впоследствие става съветник по банково управление и член на Управителния съвет на „Д Банк“. През 2008 г. става управляващ директор на „Soccrat“ с фокус върху създаването на стабилна и модерна платежна система.
През 2011 г. става управляващ директор и член на Управителния съвет на „Инвестбанк“. В края на 2015 г. основава консултантската компания „NextGen Consulting“, която предоставя стратегическо консултиране относно европейското финтех развитие.
Той се присъединява към Бopдa зa yпpaвлeниe нa „ЅЕРА“ cxeми в Eвpoпeйcĸи плaтeжeн cъвeт. През 2018 г. става члeн нa Гpyпaтa нa yчacтницитe oт бaнĸoвия ceĸтop (ГУБC, Eвpoпeйcĸи бaнĸoв opгaн) и кoopдинaтop нa paбoтнaтa гpyпa „Рауmеntѕ“, „Dіgіtаl“, „Fіntесh аnd Rеgtесh“ ĸъм ГУБC.
За кратко през 2021 г. е cъвeтниĸ пo дигитaлнo бaнĸиpaнe и инoвaтивни paзплaщaния ĸъм Acoциaциятa нa бaнĸитe в Люксембург.

### Преподавателска дейност
В продължение на почти 14 години той преподава в УНСС (края на 1998 – 2012 г.), а от 2001 до 2020 г. е лектор в Международния банков институт в София.

### Политическа дейност
През 2023 г. Любомир Каримански и Ива Митева (били част от гражданската квота на ИТН), създават политическа коалиция от четири партии – „Заедно“, за участие на парламентарните избори в България през април 2023 г. Тя получава получава 8755 гласа (или 0,35%).

## Съдебни дела
Във времето когато Любомир Каримански е кандидат за шеф на БНБ, той завежда иск срещу финансовия министър Асен Василев, недоволен от негови твърдения в интервю за Дарик радио. В интервюто Василев цитира журналистически материали от миналото, в които пише, че с подпис на Каримански като директор на банка, са откраднати 1 млн. лв. на вложител. С решение на 11 януари 2024 г. Софийски градски съд осъжда Асен Василев да заплати сума в размер от 5 хил. лв на Любомир Каримански.